# Tracy Chapman/Diskografie
Diese Diskografie ist eine Übersicht über die musikalischen Werke der US-amerikanischen Singer-Songwriterin sowie Gitarristin Tracy Chapman. Den Quellenangaben und Schallplattenauszeichnungen zufolge hat sie bisher mehr als 52,2 Millionen Tonträger verkauft, davon alleine in ihrer Heimat über 20 Millionen. Ihre erfolgreichste Veröffentlichung ist das Album Tracy Chapman mit über 20 Millionen verkauften Einheiten.

## Alben

### Studioalben
| Jahr | Titel Musiklabel                           | Höchstplatzierung, Gesamtwochen, AuszeichnungChartplatzierungen (Jahr, Titel, Musiklabel, Platzierungen, Wochen, Auszeichnungen, Anmerkungen) | Höchstplatzierung, Gesamtwochen, AuszeichnungChartplatzierungen (Jahr, Titel, Musiklabel, Platzierungen, Wochen, Auszeichnungen, Anmerkungen) | Höchstplatzierung, Gesamtwochen, AuszeichnungChartplatzierungen (Jahr, Titel, Musiklabel, Platzierungen, Wochen, Auszeichnungen, Anmerkungen) | Höchstplatzierung, Gesamtwochen, AuszeichnungChartplatzierungen (Jahr, Titel, Musiklabel, Platzierungen, Wochen, Auszeichnungen, Anmerkungen) | Höchstplatzierung, Gesamtwochen, AuszeichnungChartplatzierungen (Jahr, Titel, Musiklabel, Platzierungen, Wochen, Auszeichnungen, Anmerkungen) | Anmerkungen                                                    |
| Jahr | Titel Musiklabel                           | DE | AT | CH | UK | US | Anmerkungen                                                    |
| ---- | ------------------------------------------ | --- | --- | --- | --- | --- | -------------------------------------------------------------- |
| 1988 | Tracy Chapman Elektra Records (WMG)        | DE1 ×9Neunfachgold · (96 Wo.)DE | AT1 ×2Doppelplatin · (77 Wo.)AT | CH1 ×4Vierfachplatin · (50 Wo.)CH | UK1 ×9Neunfachplatin · (292 Wo.)UK | US1 ×6Sechsfachplatin · (64 Wo.)US | Erstveröffentlichung: 1. April 1988 Verkäufe: + 20.000.000     |
| 1989 | Crossroads Elektra Records (WMG)           | DE1 ×2Doppelplatin · (38 Wo.)DE | AT3 Platin · (26 Wo.)AT | CH2 ×2Doppelplatin · (27 Wo.)CH | UK1 Platin · (16 Wo.)UK | US9 Platin · (26 Wo.)US | Erstveröffentlichung: 29. September 1989 Verkäufe: + 3.860.906 |
| 1992 | Matters of the Heart Elektra Records (WMG) | DE13 (20 Wo.)DE | AT11 (16 Wo.)AT | CH10 Gold · (17 Wo.)CH | UK19 (3 Wo.)UK | US53 Gold · (11 Wo.)US | Erstveröffentlichung: 27. April 1992 Verkäufe: + 560.000       |
| 1995 | New Beginning Elektra Records (WMG)        | DE60 Gold · (10 Wo.)DE | AT9 Gold · (16 Wo.)AT | CH22 (11 Wo.)CH | UK— SilberUK | US4 ×5Fünffachplatin · (95 Wo.)US | Erstveröffentlichung: 14. November 1995 Verkäufe: + 6.285.000  |
| 2000 | Telling Stories Elektra Records (WMG)      | DE5 Gold · (21 Wo.)DE | AT5 Gold · (20 Wo.)AT | CH2 Gold · (31 Wo.)CH | UK85 (3 Wo.)UK | US33 Gold · (22 Wo.)US | Erstveröffentlichung: 14. Februar 2000 Verkäufe: + 907.500     |
| 2002 | Let It Rain Elektra Records (WMG)          | DE15 (12 Wo.)DE | AT6 Gold · (20 Wo.)AT | CH4 Gold · (22 Wo.)CH | UK36 Silber · (3 Wo.)UK | US25 (9 Wo.)US | Erstveröffentlichung: 11. Oktober 2002 Verkäufe: + 300.000     |
| 2005 | Where You Live Elektra Records (WMG)       | DE12 (7 Wo.)DE | AT7 (7 Wo.)AT | CH4 Gold · (16 Wo.)CH | UK43 (2 Wo.)UK | US49 (8 Wo.)US | Erstveröffentlichung: 9. September 2005 Verkäufe: + 95.000     |
| 2008 | Our Bright Future Elektra Records (WMG)    | DE28 (8 Wo.)DE | AT23 (7 Wo.)AT | CH9 Gold · (21 Wo.)CH | UK75 (1 Wo.)UK | US57 (2 Wo.)US | Erstveröffentlichung: 7. November 2008 Verkäufe: + 215.000     |

### Kompilationen
| Jahr | Titel Musiklabel                    | Höchstplatzierung, Gesamtwochen, AuszeichnungChartplatzierungen (Jahr, Titel, Musiklabel, Platzierungen, Wochen, Auszeichnungen, Anmerkungen) | Höchstplatzierung, Gesamtwochen, AuszeichnungChartplatzierungen (Jahr, Titel, Musiklabel, Platzierungen, Wochen, Auszeichnungen, Anmerkungen) | Höchstplatzierung, Gesamtwochen, AuszeichnungChartplatzierungen (Jahr, Titel, Musiklabel, Platzierungen, Wochen, Auszeichnungen, Anmerkungen) | Höchstplatzierung, Gesamtwochen, AuszeichnungChartplatzierungen (Jahr, Titel, Musiklabel, Platzierungen, Wochen, Auszeichnungen, Anmerkungen) | Höchstplatzierung, Gesamtwochen, AuszeichnungChartplatzierungen (Jahr, Titel, Musiklabel, Platzierungen, Wochen, Auszeichnungen, Anmerkungen) | Anmerkungen                                                    |
| Jahr | Titel Musiklabel                    | DE | AT | CH | UK | US | Anmerkungen                                                    |
| ---- | ----------------------------------- | --- | --- | --- | --- | --- | -------------------------------------------------------------- |
| 2001 | Collection Elektra Records (WMG)    | DE3 Gold · (16 Wo.)DE | AT1 Platin · (25 Wo.)AT | CH4 Gold · (26 Wo.)CH | UK3 Platin · (24 Wo.)UK | — | Erstveröffentlichung: 14. September 2001 Verkäufe: + 1.235.000 |
| 2015 | Greatest Hits Elektra Records (WMG) | — | — | CH64 (1 Wo.)CH | UK30 Gold · (4 Wo.)UK | US105 (1 Wo.)US | Erstveröffentlichung: 20. November 2015 Verkäufe: + 100.000    |

## Singles
| Jahr | Titel Album                               | Höchstplatzierung, Gesamtwochen, AuszeichnungChartplatzierungen (Jahr, Titel, Album, Platzierungen, Wochen, Auszeichnungen, Anmerkungen) | Höchstplatzierung, Gesamtwochen, AuszeichnungChartplatzierungen (Jahr, Titel, Album, Platzierungen, Wochen, Auszeichnungen, Anmerkungen) | Höchstplatzierung, Gesamtwochen, AuszeichnungChartplatzierungen (Jahr, Titel, Album, Platzierungen, Wochen, Auszeichnungen, Anmerkungen) | Höchstplatzierung, Gesamtwochen, AuszeichnungChartplatzierungen (Jahr, Titel, Album, Platzierungen, Wochen, Auszeichnungen, Anmerkungen) | Höchstplatzierung, Gesamtwochen, AuszeichnungChartplatzierungen (Jahr, Titel, Album, Platzierungen, Wochen, Auszeichnungen, Anmerkungen) | Anmerkungen                                                   |
| Jahr | Titel Album                               | DE | AT | CH | UK | US | Anmerkungen                                                   |
| ---- | ----------------------------------------- | --- | --- | --- | --- | --- | ------------------------------------------------------------- |
| 1988 | Fast Car Tracy Chapman                    | DE81 (1 Wo.)DE | — | — | UK4 ×4Vierfachplatin · (47 Wo.)UK | US6 (22 Wo.)US | Erstveröffentlichung: April 1988 Verkäufe: + 3.480.000        |
| 1988 | Talkin’ Bout a Revolution Tracy Chapman   | — | AT29 (2 Wo.)AT | — | UK85 Gold · (3 Wo.)UK | US75 (4 Wo.)US | Erstveröffentlichung: 15. August 1988 Verkäufe: + 525.000     |
| 1988 | Baby Can I Hold You Tracy Chapman         | — | — | — | UK94 Platin · (2 Wo.)UK | US48 (12 Wo.)US | Erstveröffentlichung: 28. Oktober 1988 Verkäufe: + 725.000    |
| 1989 | Crossroads                                | DE38 (17 Wo.)DE | AT21 (4 Wo.)AT | CH18 (7 Wo.)CH | UK61 (3 Wo.)UK | US90 (4 Wo.)US | Erstveröffentlichung: 18. September 1989                      |
| 1989 | All That You Have Is Your Soul Crossroads | — | — | — | — | — | Erstveröffentlichung: 30. Dezember 1989                       |
| 1992 | Bang Bang Bang Matters of the Heart       | — | — | — | — | — | Erstveröffentlichung: 3. Mai 1992                             |
| 1992 | Dreaming on a World Matters of the Heart  | — | — | — | — | — | Erstveröffentlichung: 6. Juli 1992                            |
| 1996 | Give Me One Reason New Beginning          | — | — | — | UK95 Platin · (1 Wo.)UK | US3 (39 Wo.)US | Erstveröffentlichung: 19. November 1996 Verkäufe: + 1.152.500 |
| 1999 | Telling Stories                           | — | — | CH76 (3 Wo.)CH | — | — | Erstveröffentlichung: Dezember 1999                           |
| 2008 | Sing for You Our Bright Future            | — | — | CH48 (8 Wo.)CH | — | — | Erstveröffentlichung: Oktober 2008                            |

## Statistik

### Chartauswertung
|                     | DE    | AT    | CH     | UK    | US    |
| ------------------- | ----- | ----- | ------ | ----- | ----- |
| Nummer-eins-Alben   | DE2DE | AT2AT | CH1CH  | UK2UK | US1US |
| Top-10-Alben        | DE4DE | AT7AT | CH8CH  | UK3UK | US3US |
| Alben in den Charts | DE9DE | AT9AT | CH10CH | UK9UK | US9US |

|                       | DE    | AT    | CH    | UK    | US    |
| --------------------- | ----- | ----- | ----- | ----- | ----- |
| Nummer-eins-Singles   | DE—DE | AT—AT | CH—CH | UK—UK | US—US |
| Top-10-Singles        | DE—DE | AT—AT | CH—CH | UK1UK | US2US |
| Singles in den Charts | DE2DE | AT2AT | CH3CH | UK5UK | US5US |

### Auszeichnungen für Musikverkäufe
| Land/RegionAuszeichnungen für Musikverkäufe (Land/Region, Auszeichnungen, Verkäufe, Quellen) | Silber     | Gold       | Platin         | Diamant     | Verkäufe    | Quellen |
| -------------------------------------------------------------------------------------------- | ---------- | ---------- | -------------- | ----------- | ----------- | --- |
| Argentinien (CAPIF)                                                                          | —          | 2× Gold2   | 2× Platin2     | —           | 170.000     | capif.org.ar (Memento vom 31. Mai 2011 im Internet Archive) AR2 (Memento vom 6. Juli 2011 im Internet Archive) |
| Australien (ARIA)                                                                            | —          | Gold1      | 29× Platin29   | —           | 2.205.000   | aria.com.au |
| Belgien (BRMA)                                                                               | —          | —          | 3× Platin3     | —           | 110.000     | ultratop.be |
| Brasilien (PMB)                                                                              | —          | —          | Platin1        | Diamant1    | 500.000     | pro-musicabr.org.br                                                                                            |
| Dänemark (IFPI)                                                                              | —          | 4× Gold4   | 10× Platin10   | —           | 580.000     | ifpi.dk |
| Deutschland (BVMI)                                                                           | —          | 5× Gold5   | 7× Platin7     | —           | 4.400.000   | musikindustrie.de                                                                                              |
| Europa (IFPI)                                                                                | —          | —          | Platin1        | —           | (1.000.000) | ifpi.org (Memento vom 1. Januar 2014 im Internet Archive)                                                      |
| Finnland (IFPI)                                                                              | —          | Gold1      | —              | —           | 30.906      | ifpi.fi |
| Frankreich (SNEP)                                                                            | —          | 5× Gold5   | 3× Platin3     | Diamant1    | 2.275.000   | infodisc.fr snepmusique.com                                                                                    |
| Hongkong (IFPI/HKRIA)                                                                        | —          | Gold1      | Platin1        | —           | 30.000      | ifpihk.org |
| Irland (IRMA)                                                                                | —          | —          | 9× Platin9     | —           | 145.000     | Einzelnachweise                                                                                                |
| Italien (FIMI)                                                                               | —          | 2× Gold2   | 7× Platin7     | —           | 1.435.000   | fimi.it |
| Kanada (MC)                                                                                  | —          | —          | 28× Platin28   | —           | 2.460.000   | musiccanada.com                                                                                                |
| Mexiko (AMPROFON)                                                                            | —          | Gold1      | 2× Platin2     | —           | 150.000     | amprofon.com.mx                                                                                                |
| Neuseeland (RMNZ)                                                                            | —          | 2× Gold2   | 32× Platin32   | —           | 787.500     | aotearoamusiccharts.co.nz NZ2 NZ3                                                                              |
| Niederlande (NVPI)                                                                           | —          | Gold1      | 7× Platin7     | —           | 430.000     | nvpi.nl |
| Österreich (IFPI)                                                                            | —          | 3× Gold3   | 5× Platin5     | —           | 290.000     | ifpi.at |
| Polen (ZPAV)                                                                                 | —          | —          | 4× Platin4     | —           | 80.000      | olis.pl |
| Portugal (AFP)                                                                               | —          | 2× Gold2   | 2× Platin2     | —           | 80.000      | Einzelnachweise                                                                                                |
| Schweden (IFPI)                                                                              | —          | 3× Gold3   | 6× Platin6     | —           | 370.000     | sverigetopplistan.se                                                                                           |
| Schweiz (IFPI)                                                                               | —          | 6× Gold6   | 6× Platin6     | —           | 425.000     | hitparade.ch                                                                                                   |
| Spanien (Promusicae)                                                                         | —          | 2× Gold2   | 8× Platin8     | —           | 710.000     | elportaldemusica.es ES2                                                                                        |
| Vereinigte Staaten (RIAA)                                                                    | —          | 2× Gold2   | 19× Platin19   | —           | 20.000.000  | riaa.com |
| Vereinigtes Königreich (BPI)                                                                 | 2× Silber2 | 3× Gold3   | 20× Platin20   | —           | 9.930.000   | bpi.co.uk |
| Insgesamt                                                                                    | 2× Silber2 | 46× Gold46 | 212× Platin212 | 2× Diamant2 |             | |